# Mare de Déu de les Olles
La Mare de Déu de les Olles o Mare de Déu de la Concepció és una església al terme municipal de Veciana (Anoia) inclosa a l'Inventari del Patrimoni Arquitectònic de Catalunya.

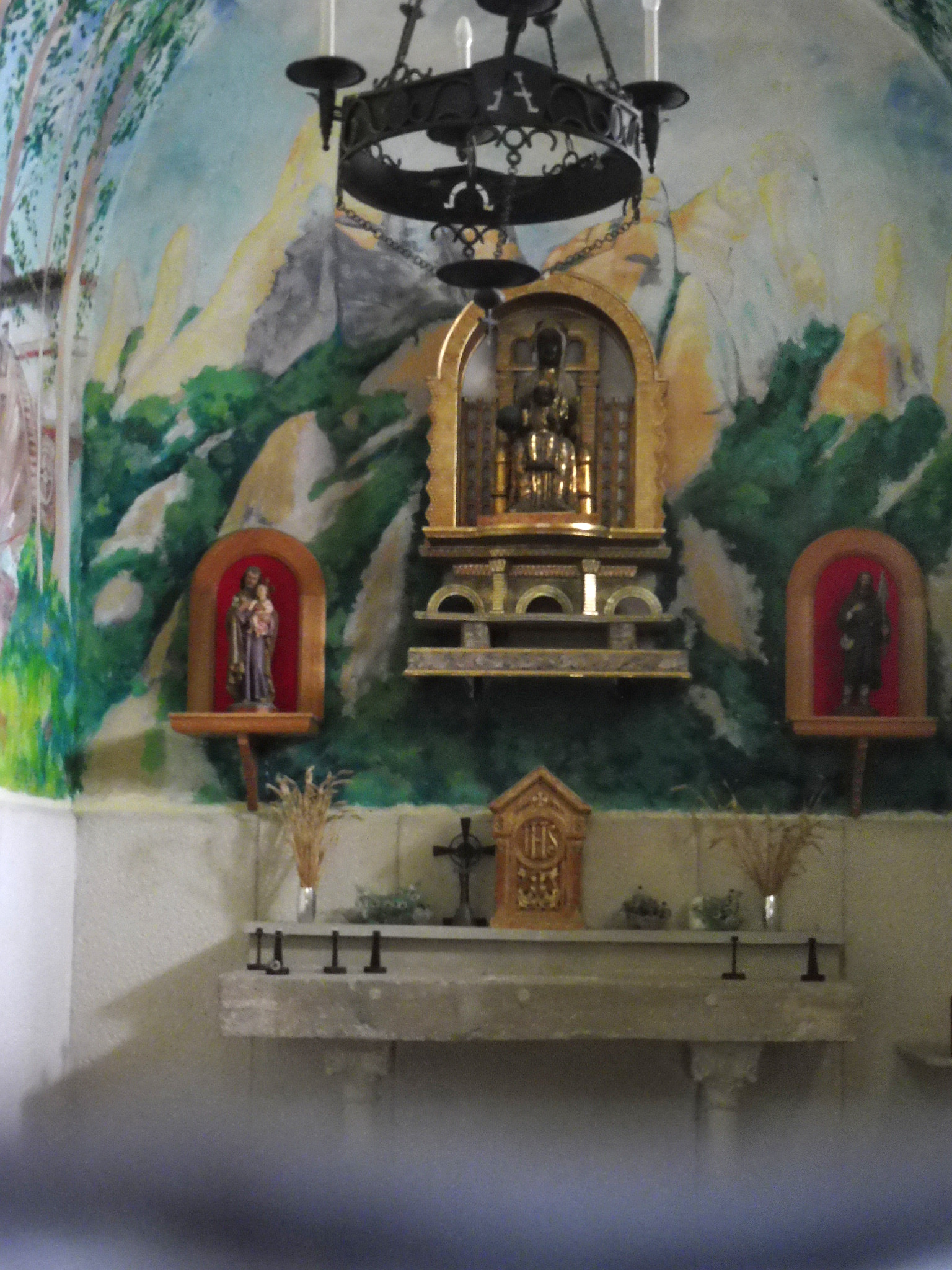
Interior

Pertanyia a la baronia de Segur i era sufragània de Veciana. Està situada a pocs metres del Molí de la Roda. Va ser construïda pel baró de Calders. S'anomena Mare de Déu dels molins de Segur o Verge del Mas Sobirà, però en un principi fou dedicada a venerar la Mare de Déu de les Dolles. Modernament ja existia el 1616.
Petita capella de planta rectangular, sense absis. Té un singular voladís on s'ha utilitzat el maó. La porta d'entrada té uns brancals i llinda de pedra. Per damunt una finestra d'ull de bou i un petit campanar d'espadanya. A l'interior hi ha una imatge de la Verge de Montserrat i unes pintures de la muntanya de Montserrat en el presbiteri.
S'hi va per l'anomenat camí de la Roda, una pista en molt bon estat, que surt del km 5,2 de la carretera BV-1001 (de Calaf a Sant Guim).